# We Have Come for Your Children
Albums de The Dead Boys
Young Loud and Snotty
(1977) Night of the Living Dead Boys
(1981)
We Have Come for Your Children est le deuxième et dernier album studio des Dead Boys.

## Liste des morceaux
| No  | Titre                              | Auteur                                  | Durée |
| --- | ---------------------------------- | --------------------------------------- | ----- |
| 1.  | 3rd Generation Nation              | Stiv Bators                             | 2:35  |
| 2.  | I Won't Look Back                  | Jimmy Zero                              | 2:16  |
| 3.  | (I Don't Wanna Be No) Catholic Boy | Stiv Bators                             | 2:42  |
| 4.  | Flame Thrower Love                 | Stiv Bators, Jimmy Zero                 | 2:03  |
| 5.  | Son of Sam                         | Jimmy Zero                              | 5:10  |
| 6.  | Tell Me                            | Mick Jagger, Keith Richards             | 2:37  |
| 7.  | Big City                           | Kim Fowley, Steven T.                   | 3:03  |
| 8.  | Calling on You                     | Stiv Bators, Cheetah Chrome, Jimmy Zero | 3:29  |
| 9.  | Dead and Alive                     | Stiv Bators, Cheetah Chrome             | 1:48  |
| 10. | Ain't It Fun                       | Cheetah Chrome, Peter Laughner          | 4:34  |

## Formation
- Stiv Bators - chant
- Jimmy Zero - guitare et chœurs
- Johnny Blitz - batterie
- Cheetah Chrome - guitare et chœurs
- Jeff Magnum - basse
- Felix Pappalardi - chœurs sur I Won't Look Back
- Dee Dee Ramone - chœurs sur (I Don't Wanna Be No) Catholic Boy
- Joey Ramone - chœurs sur (I Don't Wanna Be No) Catholic Boy
- La chanson Ain't It Fun a été reprise par le groupe Guns N' Roses sur l'album The Spaghetti Incident?.